# 宋家镇 (白河县)
宋家镇，是中华人民共和国陕西省安康市白河县下辖的一个乡镇级行政单位。

## 行政区划
宋家镇下辖以下地区：
太平社区、磨坪村、火焰村、东桥村、焦赞村、天池村、光荣村、双喜村、联络村和安乐村。